# Drzewce (gmina w województwie lubelskim)
Drzewce (od 1929 Wąwolnica) – dawna gmina wiejska w woj. lubelskim. Siedzibą władz gminy były Drzewce.
Za Królestwa Polskiego gmina Drzewce należała do powiatu nowoaleksandryjskiego w guberni lubelskiej. 19 maja?/31 maja 1870 do gminy przyłączono pozbawioną praw miejskich Wąwolnicę.
W okresie międzywojennym gmina należała do powiatu puławskiego w woj. lubelskim.
1 stycznia 1929 roku z gminy Drzewce wyłączono część obszaru, mianowicie wsie Bochotnica, Cynków, Czesławice, Charz A, Chruszczów, Piotrowice, Sadurki i Strzelce, kolonie Charz B, Nałęczów, Strzelce i Paulinów oraz uzdrowisko Nałęczów, a z obszarów tych utworzono nową wiejską gminę Nałęczów. Równocześnie do gminy Drzewce przyłączono część obszaru gminy Karczmiska (wsie Obliźniak, Kocianów, Niezabitów, Huta, Stanisławka i Zaborze oraz kolonie Łubki, Niezabitów, Zaborze 1–4 i Kębło 6) oraz część obszaru gminy Celejów (wsie Zawoda i Mareczki oraz kolonię Zgórzyńskie).
9 kwietnia 1929 roku gminę przemianowano na gmina Wąwolnica.